# Павле Вуисић
Павле Вуисић (рођен као Вујисић; Београд 10. јул 1926 — Београд, 1. октобар 1988) био је југословенски и српски глумац.

## Биографија
Рођен је 10. јула 1926. године. Породица је до 1941. живела на Цетињу где је његов отац Милисав био шеф полиције. Учесник је борби на Сремском фронту. Живео је у Београду са супругом Мирјаном.
Његов млађи брат Душан Вујисић је био такође глумац.
Студирао је право и све до почетка 1950-их огледао се у новинарству (Радио Београд). Непуну сезону глумио је у Панчевачком позоришту, истовремено је статирао на филму Чудотворни мач (1950) Воје Нановића и безуспешно покушао да се упише на Академију.
Снимио је велики број филмова и телевизијских серија. Није имао формалног глумачког образовања.
Преминуо је 1. октобра 1988. године од карцинома.
Сахрањен је на Новом гробљу у Београду.

### Филмска каријера
Филмску каријеру отпочиње 1950. године у филму Чудотворни мач Воје Нановића. Убрзо након те улоге добија главну улогу у Нановићевом филму Три корака у празно (1958). За ту улогу добија Златну арену на Филмском фестивалу у Пули.
Већ од 1957. почиње сарадњу са бројним редитељима, играјући разноврсне улоге: 
- Владимир Погачић (Суботом увече, 1957; САМ, 1959),
- Ватрослав Мимица (Прометеј с отока Вишевице, 1965; Понедељак или уторак, 1966; Сељачка буна 1573, 1975; Последњи подвиг диверзанта Облака, 1978),
- Жика Павловић (Непријатељ, 1965; Буђење пацова, 1967; Заседа, 1969),
- Бранко Бауер (Доћи и остати, 1965; Салаш у Малом Риту, 1976),
- Бора Драшковић (Хороскоп, 1969; Живот је леп, 1985),
- Вељко Булајић (Битка на Неретви, 1969),
- Александар Петровић (Мајстор и Маргарита, 1972),
- Горан Паскаљевић (Чувар плаже у зимском периоду, 1976; Пас који је волео возове, 1977; Посебан третман, 1980; Сутон, 1983),
- Срђан Карановић (Петријин венац, 1980),
- Слободан Шијан (Ко то тамо пева, 1980; Маратонци трче почасни круг, 1982),
- Горан Марковић (Мајстори, мајстори, 1980) и
- Емир Кустурица (Сјећаш ли се Доли Бел, 1981, Отац на службеном путу, 1985)

Глумио је у више телевизијских серија (Сервисна станица, Више од игре), а Камионџије су му донеле посебну популарност.

## Легат Мирјане и Павла Вуисића
Вуисићева супруга Мирјана Вуисић је оснивач и члан управног одбора Удружења за културу, уметност и међународну сарадњу „Адлигат”. У Адлигату је 2016. формирала легат Мирјане и Павла Вуисића. У легату је велики број глумчевих личних предмета, бројни рукописи, скице, фотографије, дневник брачног пара, сценарио који је Павле написао за дечији филм, приповетка о разговору шарана и друга књижевна дела, легитимације, цртежи, предмети из филмова у којима је глумио, као и оригинал Павловог тестамента.

## Награде и признања
„Златна арена“ за главну мушку улогу на фестивалу у Пули 1958. године, добија за филм Три корака у празно.
Године 1959. добио је тек основану Седмојулску награду СР Србије за филмску уметност, а касније и награду за животно дело „Славица“ на фестивалу у Нишу.
Иако често у ситуацији да прихвати све што му понуде, глумио је и у филмовима најистакнутијих редитеља, па му је улога дједа Јуре у Догађају (1969) Ватрослава Мимице донела „Октобарску награду“ града Београда и „Цара Константина“ у Нишу, улоге у филмовима Хајка (1977) Жике Павловића, Бештије (1977) Живка Николића и Повратак отписаних (1976) Александра Ђорђевића.
„Златну арену“ на фестивалу у Пули 1977. године добија за исте филмове, а уједно и за улогу у остварењу Лептиров облак, иначе ауторско остварење редитеља З. Рандића. Исте године за ову улогу добија и награду „Цар Константин“ у Нишу.
За улогу у филму Размеђа из 1973. године, редитеља Креше Голика добија „Гран При“ на Филмском фестивалу у Нишу.

## Занимљивости
- Рођен је као Вујисић, али се потписивао као Вуисић јер га је нервирало слово Ј у презимену.[1]
- Вуисићево родно мјесто је Цетиње, иако на многим мјестима на интернету и књигама стоји податак да је рођен у Београду. „Београђанин сам, јер у њему десетљећима живим, али ја сам ипак рођен на Цетињу. Исправите то”. - пренео је Yugopapir његове речи објављене у југословенском часопису Студио из Загреба.[а]
- Надимак Павла Вуисића је био Паја, али и Паја Чутура по истоименом лику из серијала Камионџије.
- Није имао успеха у покушају да се упише на глумачку академију.
- Био је боем[6] и особењак посебне врсте (слободно време је проводио на реци Сави, далеко од друштвене и културне јавности, никада није изговарао текст како је написан, није прихватао своје материјално учешће у филму, непрофесионалност, губљење времена, свој је рад наплаћивао одмах).
- Награда „Славица“ Филмског фестивалу у Нишу, чији је Паја био један од добитника, преименована је њему у част и данас носи његово име.
- Двадесет једну годину после Павлове смрти, 2009. године је објављен документарни роман о његовом животу. Романсирана биографија аутора Александра Ђуричића,[6] објављена је у издању издавачке куће ВБЗ Београд и Блица и носи наслов „После фајронта”.[7]
- Амерички глумац српског порекла Оскаровац Карл Малден тврдио је да се "Глумац као Павле не ствара, већ рађа".[8]

## Филмографија
|                   | 1950▼ | 1960▼ | 1970▼ | 1980▼ | Укупно |
| ----------------- | ----- | ----- | ----- | ----- | ------ |
| Дугометражни филм | 15    | 44    | 39    | 31    | 129    |
| ТВ филм           | 1     | 1     | 9     | 3     | 14     |
| ТВ серија         | 0     | 1     | 12    | 4     | 17     |
| ТВ мини серија    | 0     | 0     | 2     | 4     | 6      |
| ТВ кратки филм    | 0     | 0     | 3     | 2     | 5      |
| Кратки филм       | 1     | 1     | 2     | 2     | 6      |
| Укупно            | 17    | 47    | 66    | 45    | 177    |

| Год.    | Назив                                    | Улога                                   |
| ------- | ---------------------------------------- | --------------------------------------- |
| 1950-е▲ |                                          |                                         |
| 1950.   | Чудотворни мач                           | Витез                                   |
| 1950.   | Говори Москва                            |                                         |
| 1953.   | Невјера                                  | Морнар                                  |
| 1953.   | Циганка                                  | Гута                                    |
| 1955.   | Шолаја                                   | Бубало                                  |
| 1956.   | Потрага                                  | Службеник у полицији                    |
| 1957.   | Зеница                                   | Рајко                                   |
| 1957.   | Суботом увече                            | Редар                                   |
| 1958.   | Рафал у небо                             | Коста                                   |
| 1958.   | Четири километра на сат                  | Газда кафане                            |
| 1958.   | Три корака у празно                      | Лађар Обрад                             |
| 1958.   | Те ноћи                                  | Драгиша                                 |
| 1958.   | Случај у трамвају (ТВ)                   |                                         |
| 1958.   | Погон Б                                  | Мане Каракас                            |
| 1959.   | Кампо Мамула                             | Милић                                   |
| 1959.   | Осма врата                               | Жандар                                  |
| 1959.   | Сам                                      | Шарац                                   |
| 1960-е▲ |                                          |                                         |
| 1960.   | Капетан Леши                             | Црноберзијанац                          |
| 1960.   | Боље је умети                            | Мане Каракас                            |
| 1960.   | Друг председник центарфор                | Радиша                                  |
| 1960.   | Кота 905                                 | Павле шерпа                             |
| 1961.   | Не дирај у срећу                         | Инструктор                              |
| 1961.   | Нема малих богова                        | Директор                                |
| 1961.   | Парче плавог неба                        | Чеда                                    |
| 1961.   | Велика турнеја                           | Крста                                   |
| 1962.   | Степа                                    | Кузмичов                                |
| 1962.   | Чудна девојка                            | Професор                                |
| 1962.   | Мачак под шљемом                         | Илија Капара                            |
| 1962.   | Звиждук у осам                           | Директор                                |
| 1963.   | Десант на Дрвар                          | Васина                                  |
| 1963.   | Двоструки обруч                          | Марко                                   |
| 1964.   | Мушки излет                              | Никола Келнер                           |
| 1964.   | Народни посланик                         | Секулић                                 |
| 1964.   | Прометеј с отока Вишевице                | Шјор Жане                               |
| 1964.   | Свануће                                  | Илија                                   |
| 1964.   | Вртлог                                   | Стојан                                  |
| 1965.   | Фунта са штедне књижице                  |                                         |
| 1965.   | Доћи и остати                            | Милета                                  |
| 1965.   | Гласам за љубав                          | поп                                     |
| 1965.   | Горки део реке                           | рибар                                   |
| 1965.   | Инспектор                                | шеф рачуноводства                       |
| 1965.   | Непријатељ                               |                                         |
| 1966.   | Коњух планином                           | Ћутљиви                                 |
| 1966.   | Понедељак или уторак                     |                                         |
| 1966.   | Сретни умиру двапут                      | Радован, четник (као Павле Вујисић)     |
| 1966.   | Време љубави                             |                                         |
| 1967.   | Боксери иду у рај                        | Свети Петар                             |
| 1967.   | Бомба у 10 и 10                          | Шпијун                                  |
| 1967.   | Летови који се памте                     | Далматинац Мате                         |
| 1967.   | Буђење пацова                            | Крманош                                 |
| 1967.   | Дим                                      | Габен                                   |
| 1967.   | Македонска крвава свадба                 | Поп Дамјан (као Павле Вујисикј)         |
| 1968.   | Брат доктора Хомера                      | Атанас, вођа банде                      |
| 1968.   | Рам за слику моје драге                  | Ускок (ас Павле Вујисић)                |
| 1968.   | Сунце туђег неба                         | Рајко Ђоковић „Курјак“                  |
| 1968.   | Узрок смрти не помињати                  | Столар                                  |
| 1969.   | Битка на Неретви                         | Шофер Јордан                            |
| 1969.   | Догађај                                  | Деда Јура                               |
| 1969.   | Хороскоп                                 | Видаков отац                            |
| 1969.   | Кад чујеш звона                          | Гара                                    |
| 1969.   | Моја страна света                        |                                         |
| 1969.   | Заседа                                   | Домаћин                                 |
| 1970-е▲ |                                          |                                         |
| 1970.   | Бабље љето                               |                                         |
| 1970.   | Лепа парада                              | Шинтер                                  |
| 1970.   | Жарки                                    | Обрад                                   |
| 1970.   | Живот је масовна појава                  | Маестро                                 |
| 1971.   | Дан дужи од године                       |                                         |
| 1971.   | Македонски део пакла                     | Јосиф Џо (као Павле Вуисикј)            |
| 1971.   | Доручак са ђаволом                       | Димитрије                               |
| 1971.   | Моја луда глава                          | капетан                                 |
| 1971.   | Опклада                                  | Млинар Видоје                           |
| 1971.   | Жеђ                                      | Трендафил (Вујче од Америка)            |
| 1971.   | Црно семе                                | Маки                                    |
| 1972.   | Мајстор и Маргарита                      | Азазело, Сатанин слуга                  |
| 1972.   | Ратнички таленат                         | Љуба, директор филма                    |
| 1972.   | Трагови црне девојке                     | Паја                                    |
| 1972.   | Валтер брани Сарајево                    | Отправник возова                        |
| 1972.   | Шешир професора Косте Вујића             | Професор Коста Вујић                    |
| 1973.   | Павиљон број шест (ТВ)                   | Чувар Никита                            |
| 1973.   | Наше приредбе (ТВ серија)                |                                         |
| 1973.   | Суседи (ТВ)                              | Каменорезац Дача                        |
| 1973.   | Камионџије                               | Павле Паја Чутура                       |
| 1973.   | Паја и Јаре                              | Павле Паја Чутура                       |
| 1973.   | Слуга                                    | Воденичар                               |
| 1973.   | Размеђа                                  | Пајо                                    |
| 1974.   | Отписани                                 | Јоца                                    |
| 1974.   | Валтер брани Сарајево (ТВ серија)        | Отправник возова                        |
| 1974.   | Партизани (ТВ серија)                    |                                         |
| 1974.   | Партизани                                |                                         |
| 1974.   | Потомак (ТВ кратки филм)                 |                                         |
| 1975.   | Повратак лопова (ТВ филм)                |                                         |
| 1975.   | Песма (ТВ серија)                        | Дача                                    |
| 1975.   | Награда године                           |                                         |
| 1975.   | Доктор Младен                            | Радован Тадић                           |
| 1975.   | Наивко                                   | газда Веља                              |
| 1975.   | Сељачка буна 1573.                       | Фрањо Тахи                              |
| 1976.   | Поробџије                                | Симо                                    |
| 1976.   | Чувар плаже у зимском периоду            | Буда                                    |
| 1976.   | Повратак отписаних                       | Поштар Јоца                             |
| 1976.   | Салаш у Малом Риту                       | Паја                                    |
| 1977.   | Бештије                                  | Пијаниста                               |
| 1977.   | Више од игре                             | Александар Ћопић-Лека Банкрот Лажовчина |
| 1977.   | Хајка                                    | Филип Бекић                             |
| 1977.   | Лептиров облак                           | Крцков отац                             |
| 1977.   | Пас који је волео возове                 | Стриц                                   |
| 1978.   | Није него                                | Марков отац                             |
| 1978.   | Павиљон VI                               | Никита                                  |
| 1978.   | Последњи подвиг диверзанта Облака        | Облак                                   |
| 1978.   | Тигар                                    | Тигров тренер                           |
| 1978.   | Трен                                     | Љуба „Кврга“                            |
| 1978.   | Отписани ТВ филм                         | Поштар Јоца                             |
| 1978.   | Повратак отписаних ТВ серија             | Поштар Јоца                             |
| 1979.   | Другарчине                               | Ћале                                    |
| 1979.   | Паклени оток                             | Бартул                                  |
| 1979.   | Анно домини 1573 ТВ серија               | Фрањо Тахи                              |
| 1979.   | Последња трка                            | Микош                                   |
| 1979.   | Прико сињег мора                         | шјор Фране                              |
| 1980-е▲ |                                          |                                         |
| 1980.   | Оловна бригада                           |                                         |
| 1980.   | Дуња                                     |                                         |
| 1980.   | Хајдук                                   | Газда Урошевић                          |
| 1980.   | Ко то тамо пева                          | Кондуктер Крстић                        |
| 1980.   | Мајстори, мајстори                       | Домар                                   |
| 1980.   | Петријин венац                           | Кафеџија                                |
| 1980.   | Посебан третман                          | Директоров отац                         |
| 1981.   | Берлин капут                             | Обрен Јакшић                            |
| 1981.   | Газија                                   | Папаз, Поп                              |
| 1981.   | Војници                                  | Јокаш, пријатељ Мишиног оца             |
| 1981.   | Живот пише романе али нема ко да их чита | Остоја                                  |
| 1981.   | Лаф у срцу                               | Зидар                                   |
| 1981.   | Шеста брзина                             | Психијатар                              |
| 1981.   | Сјећаш ли се Доли Бел?                   | Ујак (дајџа)                            |
| 1981.   | Сок од шљива                             | Љуба                                    |
| 1981.   | Приче из радионице                       | проф. Психијатар                        |
| 1982.   | 13. јул                                  | Периша Благотин                         |
| 1982.   | Далеко небо                              | Мате Рогуљ                              |
| 1982.   | Идемо даље                               | Драгиша                                 |
| 1982.   | Маратонци трче почасни круг              | Милутин                                 |
| 1982.   | Поп Ћира и поп Спира                     | Поп Олуја                               |
| 1982.   | Мирис дуња                               | Јозо                                    |
| 1982.   | Венеријанска раја                        | господин Вулевић                        |
| 1982.   | Недељни ручак                            | друг Јерковић                           |
| 1982.   | Сутон                                    | Пашко                                   |
| 1983.   | Учитељ (ТВ серија)                       | Драгиша                                 |
| 1983.   | Хало такси                               | Чистач ципела                           |
| 1983.   | Медени мјесец                            | Лаза                                    |
| 1983.   | Мртви се не враћају (мини-серија)        |                                         |
| 1984.   | Камионџије опет возе                     | Павле Паја Чутура                       |
| 1984.   | О покојнику све најлепше                 | Вук Лукић                               |
| 1984.   | Како се калио народ Горњег Јауковца      | Вук                                     |
| 1984.   | Камионџије поново возе                   | Павле Паја Чутура                       |
| 1984.   | Рани снег у Минхену                      | Отац                                    |
| 1984.   | Војници                                  | Пријатељ Мишиног оца                    |
| 1985.   | Јазол                                    | Машиновођа                              |
| 1985.   | Хајдучки гај (ТВ серија)                 | Мартин, млинар                          |
| 1985.   | Дебели и мршави                          | Јован Купусић                           |
| 1985.   | Отац на службеном путу                   | Маликов деда                            |
| 1985.   | Живот је леп                             | Газда кафане Крушчић                    |
| 1986.   | Од злата јабука                          | Страхиња                                |

## Галерија
- Отварање галерије Адлигат у Инђији  и изложбе посвећене Павлу Вуисићу, 30. март 2022.